# Asbach (Modautal)
Asbach (im lokalen Dialekt: Aschbach) ist ein Ortsteil der Gemeinde Modautal im südhessischen Landkreis Darmstadt-Dieburg. 

## Geographie
Der Ort liegt im vorderen Odenwald am gleichnamigen Asbach, ca. 13 km südöstlich von Darmstadt. Nordöstlich des Ortes verläuft die Landesstraße 3106. Für Asbach besteht eine eigene Gemarkung. Ein Siedlungsplatz innerhalb der Gemarkung ist die Schnackenmühle.

## Geschichte

### Ortsgeschichte
In zwei Urkunden von 1219 und 1222 werden die Brüder Gerlach und Konrad von Asbach genannt. Da sie zusammen mit Zeugen aus dem Odenwald vorkommen, besteht die Wahrscheinlichkeit, dass es sich um Asbach bei Lichtenberg handelt. Da die Urkunde in Lichtenberg ausgestellt ist, handelt es sich zweifelsohne um Asbach (Landkreis Darmstadt/Dieburg).
Das Dorf wurde nach 1331 als Aspach, das lit undir Lichtenberg, erstmals urkundlich genannt. Weitere Erwähnungen erfolgten unter den Ortsnamen (in Klammern das Jahr der Erwähnung): Aßpach (1430), Aspach (1516) und Assbach (1850).
Nach dem Dreißigjährigen Krieg im Jahre 1650 lebten lediglich noch zwei Familien in Asbach. Es waren namentlich die des Johannes Rutz sowie die des Martin Rüde gen. Boßler. Letzterer war noch im Jahre 1659 in Asbach niedergelassen und wird sechs Jahre später 1665 als Bewohner von Rodau genannt.
1722 verkaufen die Brüder Johann Moritz Friedrich von Wallbrunn dem Landgrafen Ernst Ludwig von Hessen Schloss und Gut zu Ernsthofen mit den dazugehörigen Dörfern, nämlich Ernsthofen, Asbach, Hoxhohl, Klein-Bieberau und Neutsch, nebst Gefällen in zwölf weiteren Orten, darunter Ober-Modau, Rodau, Waldhausen, Billings und Meßbach.
Asbach gehörten zum Gerichtsbezirk der Zent Oberramstadt. Die Zent war in sogenannte „Reiswagen“ eingeteilt, denen jeweils ein Oberschultheiß vorstand, die dem Zentgrafen unterstellt waren. Asbach gehörte zum „Oberramstädter Reiswagen“, dem auch noch die Orte Ober-Ramstadt mit seinen Mühlen und den deutschen Einwohnern in  Hahn und Wembach, Rohrbach, Dilshofen, Ober-Modau, Nieder-Modau und Frankenhausen angehörten. Die gesamte Zent Oberramstadt war dem Amt Lichtenberg zugeteilt. Diese Einteilung bestand noch bis zum Beginn des 19. Jahrhunderts.
Die Statistisch-topographisch-historische Beschreibung des Großherzogthums Hessen berichtet 1829 über Asbach:

„Aßbach (L. Bez. Reinheim) luth. Filialdorf; liegt 2 St. von Reinheim und hat 27 Häuser und 223 Einw., die bis auf 2 Kath. alle lutherisch sind. Unter diesen sind 12 Bauern und 18 Gewerbsleute. – Von diesem Dorfe besassen die Herrn von Wallbrunn die Hälfte, 1⁄4 Rodenstein und 1⁄4 Kottwitz, die beiden letzteren Theile kamen endlich auch an Wallbrunn und das Ganze 1722 an Hessen.“

Im Jahr 1977 wurde Asbach erster Landessieger im Wettbewerb Unser Dorf soll schöner werden.
Hessische Gebietsreform (1970–1977)
Im Zuge der Gebietsreform in Hessen wurde die bis dahin selbstständige Gemeinde am 1. Januar 1977 mit Modautal und weiteren Gemeinden kraft Landesgesetz zur neuen Gemeinde Modautal zusammengeschlossen.
Für Asbach wurde ein Ortsbezirk gebildet.

### Verwaltungsgeschichte im Überblick
Die folgende Liste zeigt die Staaten und Verwaltungseinheiten, denen Asbach angehört(e):
- vor 1722: Heiliges Römisches Reich, Herren von Wallbrunn
- ab 1722: Heiliges Römisches Reich, Landgrafschaft Hessen-Darmstadt (durch Kauf), 1783: Amt Lichtenberg, Zent Oberramstadt, Oberramstädter Reiswagen
- ab 1803: Heiliges Römisches Reich, Landgrafschaft Hessen-Darmstadt, Fürstentum Starkenburg, Amt Lichtenberg
- ab 1806: Großherzogtum Hessen,[Anm. 2] Fürstentum Starkenburg, Amt Lichtenberg[19]
- ab 1815: Großherzogtum Hessen[Anm. 3], Provinz Starkenburg, Amt Lichtenberg
- ab 1821: Großherzogtum Hessen, Provinz Starkenburg, Landratsbezirk Reinheim[Anm. 4]
- ab 1832: Großherzogtum Hessen, Provinz Starkenburg, Kreis Dieburg
- ab 1848: Großherzogtum Hessen, Regierungsbezirk Dieburg
- ab 1852: Großherzogtum Hessen, Provinz Starkenburg, Kreis Dieburg
- ab 1871: Deutsches Reich,[Anm. 5] Großherzogtum Hessen, Provinz Starkenburg, Kreis Dieburg
- ab 1918: Deutsches Reich, Volksstaat Hessen,[Anm. 6] Provinz Starkenburg, Kreis Dieburg
- ab 1938: Deutsches Reich, Volksstaat Hessen, Landkreis Dieburg[20][Anm. 7]
- ab 1945: Deutsches Reich, Amerikanische Besatzungszone,[Anm. 8] Groß-Hessen, Regierungsbezirk Darmstadt, Landkreis Dieburg
- ab 1946: Deutsches Reich, Amerikanische Besatzungszone, Land Hessen, Regierungsbezirk Darmstadt, Landkreis Dieburg
- ab 1949: Bundesrepublik Deutschland, Land Hessen, Regierungsbezirk Darmstadt, Landkreis Dieburg
- ab 1952: Bundesrepublik Deutschland, Land Hessen, Regierungsbezirk Darmstadt, Landkreis Darmstadt
- ab 1977: Bundesrepublik Deutschland, Land Hessen, Regierungsbezirk Darmstadt, Landkreis Darmstadt-Dieburg, Gemeinde Modautal[Anm. 9]

### Gerichte
Asbach gehörte zum Zentgericht Oberramstadt. In der Landgrafschaft Hessen-Darmstadt wurde mit Ausführungsverordnung vom 9. Dezember 1803 das Gerichtswesen neu organisiert. Für das Fürstentum Starkenburg wurde das „Hofgericht Darmstadt“ als Gericht der zweiten Instanz eingerichtet. Die Rechtsprechung der ersten Instanz wurde durch die Ämter bzw. Standesherren vorgenommen.
Damit war für Asbach das Amt Lichtenberg zuständig. Das Hofgericht war für normale bürgerliche Streitsachen Gericht der zweiten Instanz, für standesherrliche Familienrechtssachen und Kriminalfälle die erste Instanz. Übergeordnet war das Oberappellationsgericht Darmstadt. Die Zentgerichte hatten damit ihre Funktion verloren.
Mit Bildung der Landgerichte im Großherzogtum Hessen war ab 1821 das Landgericht Lichtenberg das Gericht erster Instanz, zweite Instanz war das Hofgericht Darmstadt. Es folgten:
- ab 1848: Landgericht Reinheim (Verlegung aus Lichtenberg), zweite Instanz: Hofgericht Darmstadt
- ab 1879: Amtsgericht Reinheim, zweite Instanz: Landgericht Darmstadt
- ab 1968: Amtsgericht Darmstadt mit der Auflösung des Amtsgerichts Reinheim, zweite Instanz: Landgericht Darmstadt

## Bevölkerung

### Einwohnerstruktur 2011
Nach den Erhebungen des Zensus 2011 lebten am Stichtag, dem 9. Mai 2011 in Asbach 663 Einwohner. Darunter waren 42 (6,3 %) Ausländer. Nach dem Lebensalter waren 54 Einwohner unter 18 Jahren, 267 zwischen 18 und 49, 174 zwischen 50 und 64 und 168 Einwohner waren älter. Die Einwohner lebten in 207 Haushalten. Davon waren 63 Singlehaushalte, 78 Paare ohne Kinder und 48 Paare mit Kindern, sowie 12 Alleinerziehende und 6 Wohngemeinschaften. In 45 Haushalten lebten ausschließlich Senioren und in 135 Haushaltungen lebten keine Senioren.

### Einwohnerentwicklung
| • 1629: | 008 Hausgesesse          |
| • 1806: | 153 Einwohner, 21 Häuser |
| • 1829: | 223 Einwohner, 27 Häuser |
| • 1867: | 280 Einwohner, 42 Häuser |

| Asbach: Einwohnerzahlen von 1791 bis 2020 | Asbach: Einwohnerzahlen von 1791 bis 2020 | Asbach: Einwohnerzahlen von 1791 bis 2020 | Asbach: Einwohnerzahlen von 1791 bis 2020 | Asbach: Einwohnerzahlen von 1791 bis 2020 |
| --- | ----------------------------------------- | ----------------------------------------- | ----------------------------------------- | ----------------------------------------- |
| Jahr |                                           |                                           |                                           | Einwohner                                 |
| 1791 | 1791                                      |                                           | 124                                       | 124                                       |
| 1796 | 1796                                      |                                           | 137                                       | 137                                       |
| 1800 | 1800                                      |                                           | 146                                       | 146                                       |
| 1806 | 1806                                      |                                           | 153                                       | 153                                       |
| 1829 | 1829                                      |                                           | 223                                       | 223                                       |
| 1834 | 1834                                      |                                           | 212                                       | 212                                       |
| 1840 | 1840                                      |                                           | 242                                       | 242                                       |
| 1846 | 1846                                      |                                           | 300                                       | 300                                       |
| 1852 | 1852                                      |                                           | 241                                       | 241                                       |
| 1858 | 1858                                      |                                           | 250                                       | 250                                       |
| 1864 | 1864                                      |                                           | 271                                       | 271                                       |
| 1871 | 1871                                      |                                           | 290                                       | 290                                       |
| 1875 | 1875                                      |                                           | 304                                       | 304                                       |
| 1885 | 1885                                      |                                           | 296                                       | 296                                       |
| 1895 | 1895                                      |                                           | 254                                       | 254                                       |
| 1905 | 1905                                      |                                           | 288                                       | 288                                       |
| 1910 | 1910                                      |                                           | 312                                       | 312                                       |
| 1925 | 1925                                      |                                           | 300                                       | 300                                       |
| 1939 | 1939                                      |                                           | 295                                       | 295                                       |
| 1946 | 1946                                      |                                           | 475                                       | 475                                       |
| 1950 | 1950                                      |                                           | 434                                       | 434                                       |
| 1956 | 1956                                      |                                           | 405                                       | 405                                       |
| 1961 | 1961                                      |                                           | 415                                       | 415                                       |
| 1967 | 1967                                      |                                           | 519                                       | 519                                       |
| 1970 | 1970                                      |                                           | 572                                       | 572                                       |
| 1980 | 1980                                      |                                           | ?                                         | ?                                         |
| 1990 | 1990                                      |                                           | ?                                         | ?                                         |
| 2000 | 2000                                      |                                           | ?                                         | ?                                         |
| 2007 | 2007                                      |                                           | 698                                       | 698                                       |
| 2010 | 2010                                      |                                           | 656                                       | 656                                       |
| 2011 | 2011                                      |                                           | 663                                       | 663                                       |
| 2015 | 2015                                      |                                           | 691                                       | 691                                       |
| 2020 | 2020                                      |                                           | 694                                       | 694                                       |
| Datenquelle: Historisches Gemeindeverzeichnis für Hessen: Die Bevölkerung der Gemeinden 1834 bis 1967. Wiesbaden: Hessisches Statistisches Landesamt, 1968. Weitere Quellen: LAGIS; 1791; 1796; 1800; Gemeinde Modautal:; Zensus 2011 |                                           |                                           |                                           |                                           |

### Historische Religionszugehörigkeit
| • 1829: | 221 lutheranische (= 99,10 %) und 2 katholische (= 0,90 %) Einwohner |
| • 1961: | 344 evangelische (= 82,89 %), 69 katholische (= 16,63 %) Einwohner   |

## Politik
Für Asbach besteht ein Ortsbezirk (Gebiete der ehemaligen Gemeinde Asbach) mit Ortsbeirat und Ortsvorsteher nach der Hessischen Gemeindeordnung. Der Ortsbeirat besteht aus sieben Mitgliedern. Bei den Kommunalwahlen in Hessen 2021 betrug die Wahlbeteiligung zum Ortsbeirat Asbach 46,89 %. Alle Kandidaten gehörten der Liste „Interessengemeinschaft Asbach“ an. Der Ortsbeirat wählte André Ruppel zum Ortsvorsteher.

## Regelmäßige Veranstaltungen
- März: Grenzgang
- Juni: Sonnwendfeier
- August: Kerb[28]
- September: Sommerfest[29]
- Dezember: Glühweinfest